# Bridgeport, Wisconsin
Bridgeport este un oraș din comitatul Crawford, Wisconsin, Statele Unite ale Americii. Populația orașului era de 964 persoane la referendumul din 2000.